# 갈색등수염사키
갈색등수염사키(Chiropotes israelita)는 수염사키원숭이의 일종으로, 브라질이 원산지인 신세계원숭이이다. 이 종은 아마존강의 지류인 네그루강 지역에서 발견되며, 최근에 털가죽 채색의 차이, 핵형 그리고 분자생물학적 분석에 의하여 재검증되었다.(오랫동안 붉은등수염사키(Chiropotes (satanas) chiropotes)의 이명으로 간주돼 왔었다.)